# TVB Pearl
TVB Jade is een televisiezender in Hongkong die uitzendt in het Engels. Het is een van de twee zenders van TVB. De belangrijkste concurrent van deze televisiezender is de tv-zender ATV World. Er wordt bij TVB Jade ook uitgezonden in het Standaardkantonees of Standaardmandarijn.
De zender wordt vooral bekeken door hoogopgeleide Hongkongers die Engels hebben geleerd, Engelssprekenden, toeristen en buitenlanders.
Bekende Amerikaanse series worden op deze zender uitgezonden.